# Кременлиев, Эмил
Эмил Георгиев Кременлиев (род. 13 августа 1969, София, Болгария) — болгарский футболист, участник чемпионата мира 1994 года и чемпионата Европы 1996 года. Двукратный чемпион Болгарии в составе «Левски», обладатель Кубка Болгарии в составе «Левски» и в составе ЦСКА (София).

## Карьера
Он начал свою футбольную карьеру в команде «Славия», где он играл с 1989 по 1993 год. Сыграл 79 игр и забил 1 гол за «Славию», играл за «Левски» (София) с 1993 по 1995 и в 1997 годах (92 игр и 5 голов), «Олимпиакос» (Пирей, Греция) в 1996 году и «ЦСКА» (с 1997/98 до осени 2000 года), весной 2001 года переходит в Унион (Берлин, Германия), а затем в «Спартак» Варна (в 2001/02 года, 3 гола), «Марек» (осень 2002 г.) «Конельяно)» (осень 2003 г, группа «Б») «Казичене» (2003—2007 в "А" ОФГ). Чемпион Болгарии в 1993/94 и 1994/95 с командой «Левски» (София). Второе место в 1990 году с «Славией», в 2000 году с «ЦСКА». Бронзовый призёр в 1991 году с «Славией» и в 1998 году с «ЦСКА». Обладатель национального кубка в 1994 году с «Левски» и «ЦСКА» в 1999 году. В евротурнирах сыграл 28 игр и забил 1 гол (2 игры за «ЦСКА» и «Левски» в Лиге чемпионов УЕФА, 12 игр и 1 гол за «ЦСКА», 6 за «Левски» и 4 за «Славию» в Лиге Европы УЕФА.
Дебют за национальную команду — 8 сентября 1993 года в игре против сборной Швеции 1:1 в Софии.
В 1994 году в составе сборной Болгарии занял 4-е место на чемпионате мира в США, где он отыграл 5 игр (в матче 1/8 финала против Мексики был удалён с поля). В целом провёл 25 матчей за национальную сборную. Участник чемпионата Европы в 1996 году в Англии, играл в 1 игре.
Президент ФК «Казичене».

## Награды
- Орден «Стара-планина» I степени (20 июля 1994 года)[6]
- Почётный гражданин Софии